# Drużynowe Mistrzostwa Polski na Żużlu 1995
Drużynowe Mistrzostwa Polski na Żużlu 1995 – 48. edycja drużynowych mistrzostw Polski, organizowanych przez Polski Związek Motorowy (PZM). W sezonie 1995, do rozgrywek pierwszej oraz drugiej ligi przystąpiło po dziesięć zespołów.
Zwycięzca najwyższej klasy rozgrywkowej (I Ligi) zostaje Drużynowym Mistrzem Polski na Żużlu w sezonie 1995. Obrońcą tytułu z poprzedniego sezonu jest Sparta Polsat Wrocław, która triumfowała także w tym sezonie.

## Pierwsza Liga
| Poz. | Klub                        | Pkt. | Z  | R | P  | +/−  |
| ---- | --------------------------- | ---- | -- | - | -- | ---- |
| 1    | Sparta Polsat Wrocław       | 28   | 14 | 0 | 4  | +191 |
| 2    | Apator Elektrim Toruń       | 26   | 13 | 0 | 5  | +149 |
| 3    | Polonia Jutrzenka Bydgoszcz | 24   | 12 | 0 | 6  | +210 |
| 4    | Polonia Piła                | 23   | 11 | 1 | 6  | +59  |
| 5    | Unia Tarnów                 | 22   | 11 | 0 | 7  | +127 |
| 6    | Stal Michael Gorzów         | 18   | 9  | 0 | 9  | +71  |
| 7    | Stal Van Pur Rzeszów        | 14   | 7  | 0 | 11 | –83  |
| 8    | Włókniarz Częstochowa       | 14   | 7  | 0 | 11 | –167 |
| 9    | Wybrzeże Rafineria Gdańsk   | 8    | 4  | 0 | 14 | –135 |
| 10   | Motor Lublin                | 3    | 1  | 1 | 16 | –422 |

## Druga Liga
| Poz. | Klub                          | Pkt. | Z  | R | P  | +/−  |
| ---- | ----------------------------- | ---- | -- | - | -- | ---- |
| 1    | Start Gniezno                 | 30   | 15 | 0 | 3  | +256 |
| 2    | GKM Grudziądz                 | 30   | 15 | 0 | 3  | +241 |
| 3    | Unia Leszno                   | 29   | 14 | 1 | 3  | +351 |
| 4    | ZKŻ Polmos Beram Zielona Góra | 28   | 13 | 2 | 3  | +271 |
| 5    | RKM Rybnik                    | 14   | 6  | 2 | 10 | –60  |
| 6    | Wanda Realbud Kraków          | 14   | 7  | 0 | 11 | –114 |
| 7    | J.A.G. Speedway Club Łódź     | 11   | 5  | 1 | 12 | –64  |
| 8    | KKŻ Krosno                    | 10   | 5  | 0 | 13 | –316 |
| 9    | Śląsk Świętochłowice          | 8    | 4  | 0 | 14 | –236 |
| 10   | Cemwap Opole                  | 6    | 3  | 0 | 15 | –329 |